# 올리버 헬던스

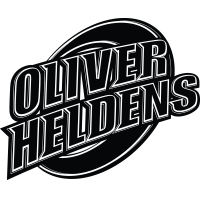
로고

올리버 헬던스(Oliver Heldens, 1995년 2월 1일 ~ )는 네덜란드의 DJ, 음악 프로듀서이다.